# سرژ آفانسیان
سرژ آفانسیان (انگلیسی: Serge Afanasyan زاده ۱۳ ژانویه ۱۹۱۳ – درگذشته ۳۰ مه ۱۹۹۴) یک تاریخ‌نگار اهل ارمنستان بود.

## کتابشناسی
- L'Armenie
- l'Azerbaidjan et la Georgie: De l'independance a l'instauration du pouvoir sovietique, 1917-1923
- La Victoire de Sardarabad : Arménie, mai 1918